# Virestads landskommun
Virestads landskommun var en tidigare kommun i Kronobergs län.

## Administrativ historik
När 1862 års kommunalförordningar trädde i kraft den 1 januari 1863 inrättades i Sverige cirka 2 400 landskommuner samt 89 städer och ett mindre antal köpingar. Då inrättades i Virestads socken i Allbo härad i Småland denna kommun.
Den första av 1900-talets riksomfattande kommunreformer i Sverige år 1952 påverkade inte Virestad, som kvarstod som egen kommun fram till nästa indelningsreform 1971, då området gick upp i Älmhults kommun.
Kommunkoden 1952–70 var 0726.

### Kyrklig tillhörighet
I kyrkligt hänseende tillhörde kommunen Virestads församling.

## Geografi
Virestads landskommun omfattade den 1 januari 1952 en areal av 298,10 km², varav 268,42 km² land.

### Tätorter i kommunen 1960
| Tätort          | Folkmängd |
| --------------- | --------- |
| Eneryda         | 246       |
| Liatorp, del av | 20        |

Tätortsgraden i kommunen var den 1 november 1960 10,0 procent.

## Politik

### Mandatfördelning i valen 1938–1966
| 5 | 10 | 10 |

| 25 |

| 5 |  | 12 | 7 |

| 25 |

|  | 5 | 14 | 5 |

| 25 |

| 6 | 12 | 2 | 5 |

| 25 |

| 7 | 11 |  | 6 |

| 25 |

| 6 | 11 | 2 | 6 |

| 25 |

| 7 | 11 | 2 | 5 |

| 25 |

| 7 | 11 |  | 6 |

| 25 |